# Železniční trať Petrovaradín–Beočin
Železniční trať Petrovaradín–Beočin je zaniklá jednokolejná železniční trať, která se nacházela na severu Srbska, v autonomní oblasti Vojvodina, blízko Nového Sadu. 
Trať spojovala obě uvedená sídla, význam měla především v nákladní dopravě. Sloužila hlavně pro potřeby cementárny v Beočinu, která však v 60. letech reorganizovala dopravu materiálu. Do roku 1965 sloužila i pro dopravu osob. Pro potřeby cementárny byla na počátku 20. století i vybudována – dána do užívání byla dne 11. prosince 1908 jako jedna z tzv. vincinálních drah. Až do roku 2007 sloužila občas i pro do dopravu nákladní. 
Jednokolejná neelektrifikovaná trať měla délku 17,5 km. Vedena byla po vrstevnicích podhůří Frušky Gory přes Petrovaradín a Mišeluk do Sremské Kamenice, potom po břehu řeky Dunaje přes obce Bocke, Ledinci a Rakovac do města Beočin. 
V roce 2018 bylo rozhodnuto o přebudování tělesa trati na cyklostezku. Dříve se diskutovalo o její možné revitalizaci jako například turistické dráhy. Nicméně tento záměr nebyl realizován. 